# I Saurini e i viaggi del meteorite nero
I Saurini e i viaggi del meteorite nero è una serie animata italiana prodotta da Animundi e Rai Fiction. La prima stagione è stata trasmessa in prima visione su Rai 2 a partire dal 3 novembre 2008, la seconda dal 15 febbraio 2011 e la terza dal 15 settembre 2012. la quarta viene trasmessa su Rai Yoyo dal 20 dicembre 2015. Il 26 dicembre 2011, inoltre, è stato trasmesso il film I Saurini e i racconti della fonte magica, che ripercorre otto delle avventure dei Saurini. Si è conclusa dopo quattro stagioni il 13 maggio 2016.

## Trama
Saro, Ranu, Stego, Bronto e Nunzy sono i Saurini, cinque cuccioli di dinosauro alla ricerca dei loro genitori, scomparsi misteriosamente durante una tempesta di meteoriti, che li ha portati in un altro tempo. Le loro avventure si svolgono nel mesozoico e nelle diverse epoche che raggiungono attraverso dei viaggi nel tempo, che riescono a compiere grazie ai meteoriti.
Nella seconda stagione, ritrovati i loro genitori, inseguono un pericoloso robot del 2150, T-3000, che viaggia attraverso il tempo. Anche il Dottor Taurus, però, lo cerca per scoprire il segreto dei viaggi nel tempo.
Nella terza stagione devono impedire che Taurus cambi il corso del tempo, diventando il padrone del mondo. In questo viaggio sono accompagnati da Roy, il dino-cyborg diventato ormai Saurino.
Nella quarta stagione devono trovare i cristalli dei desideri, magici cristalli che esaudiscono qualsiasi desiderio, ma essi sono cercati anche da Taurus e Madron che vogliono diventare padroni dell'universo. In questo viaggio i Saurini sono accompagnati anche dall'alieno Gaul.

## Personaggi
- Saro: è il leader dei Saurini e un bravo esploratore. Prende tutte le decisioni importanti, è molto curioso e ama nuotare. È un parasaurolofo. Doppiato in italiano da Stefano De Filippis.
- Ranu: ama mangiare e, visto che riesce a rintracciare il cibo ovunque sia, si occupa di fornire le cibarie per tutti. È un dimetrodonte. Doppiato in italiano da Barbara Pitotti.
- Stego: è un dinosauro tranquillo che conosce molte cose; ha una corporatura massiccia e si addormenta nei posti più impensati. È uno stegosauro. Doppiato in italiano da Stefano De Filippis.
- Bronto: mite e fifone, sente maggiormente la mancanza dei genitori ed è spesso oggetto degli scherzi di Ranu. È un brontosauro. Doppiato in italiano da Monica Ward.
- Nunzy: è una luccio-saura e, mentre di notte illumina la strada, di giorno dorme sulla lingua di Ranu, suo grande amico. È un kuehneosauro. Doppiata in italiano da Perla Liberatori.
- Saùro: è un dinosauro saggio che vive in una grotta sul fianco dei Monti Rossi. Dopo ogni avventura i Saurini gli raccontano le loro esperienze. È un chiaroveggente e può vedere il passato, il presente e il futuro tramite la Fonte dei Ricordi. È uno psittacosauro. Doppiato in italiano da Gianni Quillico.
- Nichus: è l'aiutante e discepolo di Saùro; è goffo e la sua coda a Y è come una terza mano. È un coritosauro. Doppiato in italiano da Gianni Quillico.
- Taurus: è uno scienziato del futuro e vuole scoprire il segreto dei viaggi nel tempo. Dopo che T-3000 lo tradisce finisce nel Giurassico regredendo allo stato di cavernicolo dove diviene la preda di un tirannosauro che lo vuole divorare. Rifugiatosi in una caverna trova un medaglione che gli consente di riacquisire il suo aspetto originario, viaggiare nel tempo e di trasformarsi in ciò che vuole. Riuscito a battere il tirannosauro, torna nel futuro e rapisce T-3000 per vendicarsi ma viene infine sconfitto dai Saurini e T-3000. Doppiato in italiano da Alberto Bognanni.
- T-3000: è un robot in grado di viaggiare nel tempo dopo aver assorbito un pezzo di meteorite nero. Inizialmente malvagio cerca di portare il frammento a Taurus per far sì che il suo padrone possa conquistare tutte le epoche ma dopo che si innamora di Liza-9000 si redime e aiuta i Saurini a sconfiggere Taurus. Doppiato in italiano da Alberto Bognanni.

## Episodi
| Stagione         | Episodi | Prima TV Italia |
| ---------------- | ------- | --------------- |
| Prima stagione   | 26      | 2008            |
| Seconda stagione | 26      | 2011            |
| Terza stagione   | 26      | 2012-2013       |
| Quarta stagione  | 26      | 2015-2016       |

## Accoglienza
La messa in onda della prima stagione su Rai 2 ha fatto realizzare uno share medio del 10%, con picchi del 12%. Nella fascia 4-7 anni, alla quale il cartone è destinato, lo share è stato del 41,62% e del 50,70% se si considerano solo le bambine. Nella fascia 8-14 anni, lo share è stato del 33,78%, con picchi del 42,86%. Il cartone è stato guardato anche dal 18% di adulti nella fascia 35-44 anni.